# Комик XVII столетия
«Комик XVII столетия» — «комедия в стихах, в трёх действиях с эпилогом» Александра Островского. Написана в 1872 году. Написана к 200-летнему юбилею официального открытия театра в России, праздновавшемуся 30 октября 1872 года.
Впервые опубликовано в журнале «Отечественные записки», 1873, No 2.

## История написания
Написанию пьесы предшествовало тщательное изучение Островским летописей, «Домостроя», исторических исследований H. С. Тихонравова о русском театре, трудов И. Е. Забелина «Домашний быт русских царей», «Домашний быт русских цариц» и другие источников. К писанию комедии Островский приступил 2 марта 1872. Во время написания Островский продолжал знакомиться с историческими материалами.
Пьеса была задумана сначала в четырёх действиях с прологом. В процессе работы комедия неоднократно подвергалась существенным композиционным изменениям. Закончена — 9 сентября 1872 года. Комедия была одобрена Театрально-литературным комитетом 30 сентября 1872 года, а разрешена театральной цензурой 3 октября того же года. Премьера пьесы состоялась в Москве в Малом театре |26 октября (7 ноября) 1872 года.

## Действующие лица

#### Действие первое
- Татьяна Макарьевна Перепечина, старая вдова из городового дворянства, золотная мастерица царицыной мастерской палаты.
- Наталья, её дочь, такая же мастерица.
- Кирилл Панкратьич Кочетов, подьячий приказа Галицкой чети.
- Анисья Патрикевна, жена его.
- Яков, их сын, писец Посольского приказа.
- Василий Фалалеич Клушин, подьячий приказа царицыной мастерской палаты.
- Юрий Михайлов, режиссёр в труппе Грегори, учитель Якова немецкому языку.

#### Действие второе
- Артемон Сергеевич Матвеев, окольничий.
- Абрам Никитич Лопухин, царицын дворецкий.
- Иоган Готфрид Грегори, аптекарь.
- Юрий Михайлов.
- Яков Кочетов.
- Клушин.
- 1-й, 2-й и 3-й ученики Грегори, комедианты.
- Несколько комедиантов, два сторожа — без речей.
- Лица в интермедии:
- Цыган, Кочетов.
- Лекарь.
- Слуга его.

#### Действие третье
- Кирилл Кочетов.
- Анисья.
- Яков.
- Клушин.
- Татьяна.
- Наталья.
- Юрий Михайлов.
- Слуга Кочетова — без речей.

#### Эпилог
- Богдан Матвеевич Хитрово, дворецкий государя.
- Василий Семенович Волынский.
- Александр Иванович Милославский.
- Матвеев.
- Думный дьяк.
- Грегори.
- Кочетов Кирилл.
- Яков.
- Юрий Михайлов.
- Клушин.
- Комедианты.
- Бояре, дворяне и всякие служилые люди.